# Yeogo goedam (sèrie de pel·lícules)
Yeogo goedam és una sèrie de pel·lícules de terror sud-coreanes caracteritzades per ser crítiques amb el sistema educatiu de Corea del Sud. El subgènere cultivat és del cinema de fantasmes a instituts. La primera pel·lícula Yeogo goedam (1998) va reviure el gènere del terror sud-coreà en la dècada de 1990. Es convertí en un cas d'èxit de franquícia imitant a les produccions de Hollywood, cosa que donà lloc a una sèrie de cinc pel·lícules (la de 1998 més quatre seqüeles).
Els fantasmes apareguts en aquestes pel·lícules veuen de la tradició del fantasma tradicional coreà (jibak ryung), un fantasma que s'apareix al lloc on ha mort. Els personatges ocupen llocs situats entre límits de caràcter sobrenaturals.
La llista de pel·lícules que integren la sèrie són:
- Yeogo goedam 1[5]
- Yeogo goedam 2: Dubeonjjae iyagi[6]
- Yeogo goedam 3: Yeowoo gyedan[5]
- Yeogo goedam 4:Moksori[7]
- Yeogo goedam 5: Dongbal jasan[5]